# Kawabeia fuscofasciata
Kawabeia fuscofasciata är en fjärilsart som beskrevs av Park och Bong-Kyu Byun, 1991. Kawabeia fuscofasciata ingår i släktet Kawabeia och familjen vecklare.